# Die Kunst in der Photographie

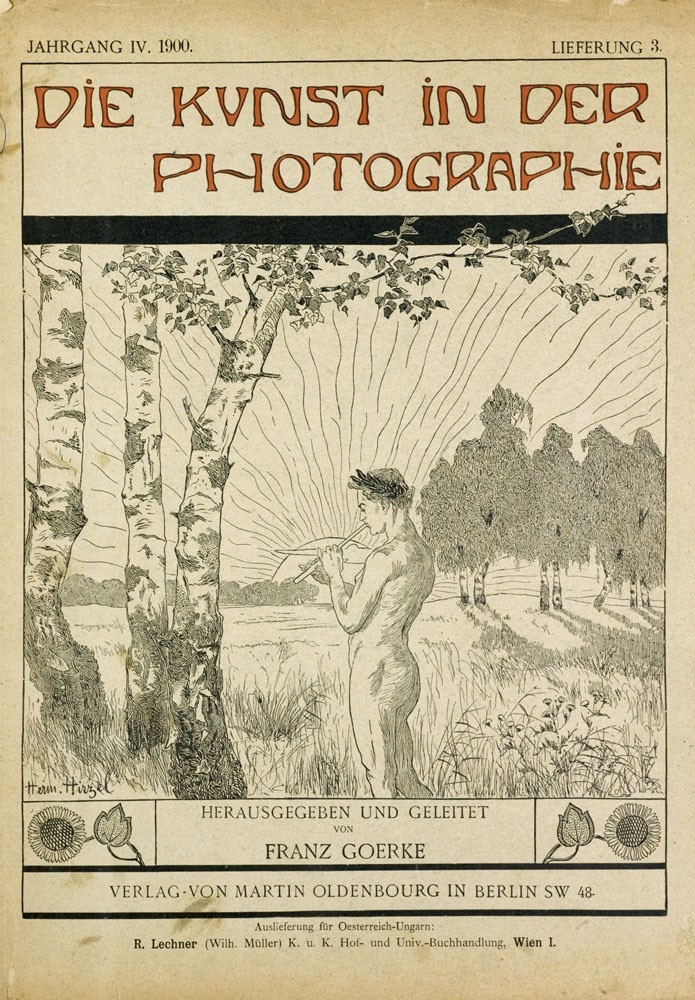
Obálka Die Kunst in der Photographie, 1897, grafika: Hermann Hirzel

Die Kunst in der Photographie (Umění ve fotografii) byl umělecký německý fotografický magazín, který vydával v letech 1897 až 1908 v Berlíně vydavatel a amatérský fotograf Franz Goerke (1856 – 1931). Celkem vyšlo 66 vydání časopisu, vycházejících šestkrát do roka.

## Historie
Goerke byl zapáleným milovníkem fotografie a v roce 1889 byl jedním ze zakladatelů spolku Freie Photographische Vereinigung v Berlíně. Jedním z cílů tohoto sdružení byla popularizace fotografie jako estetické umělecké formy. Po několika výstavách uspořádaných v roce 1896 vznikla myšlenka fotografického časopisu. V roce 1897 vyšel první exemplář Die Kunst in der Photographie.
Magazín poskytoval platformu pro umělecké fotografy z celého světa, v době kdy výtvarná fotografie byla ještě „v plenkách“. Celkem, až do ukončení jeho existence v roce 1908, byla publikována díla 278 jednotlivých fotografů (v tisku jako fotogravury). Někteří autoři byli již v té době významnými fotografy, jako například Constant Puyo, Robert Demachy, Hans Watzek, Hugo Henneberg, Heinrich Kühn, James Craig Annan, Mary Devens, Leonard Misonne, Gustave Marissiaux, Rudolf Eickemeyer, Fred Holland Day nebo Gertrude Käsebier. Mnozí z nich byli členy mezinárodních asociací fotografie jako například Linked Ring v Angli, Foto-Club de Paris, sdružení belgických fotografů Association Belge de Photographie, Berliner Vereine a Wiener Camera-Club.
V časopisu se také objevovaly průkopnické redakční články o umění, fotografii, často je psal sám Goerke. Pozornost byla věnována piktorialistickému hnutí, hlavnímu proudu ve výtvarné (umělecké) fotografii té doby. Časopis hrál hlavní roli v rozšíření kontaktů na fotografy na mezinárodní úrovni a nakonec nepopiratelný vliv na vývoj fotografického umění západu, který nabral na obrátkách po roce 1900. Často je však tento vliv ještě podhodnocen a to zejména v anglosaských dějinách fotografie, které se obecně zaměřují na práci Alfreda Stieglitze a jeho fotografických časopisů Camera Work a Camera Notes. Mnoho ze 79 autorů, kteří publikovali v Camera Work, otiskli své práce také v Die Kunst in der Photographie. Také sám Stieglitz na těchto stránkách publikoval svá díla v letech 1898 až 1901, tedy v době, kdy vycházel Camera Notes.

## Galerie

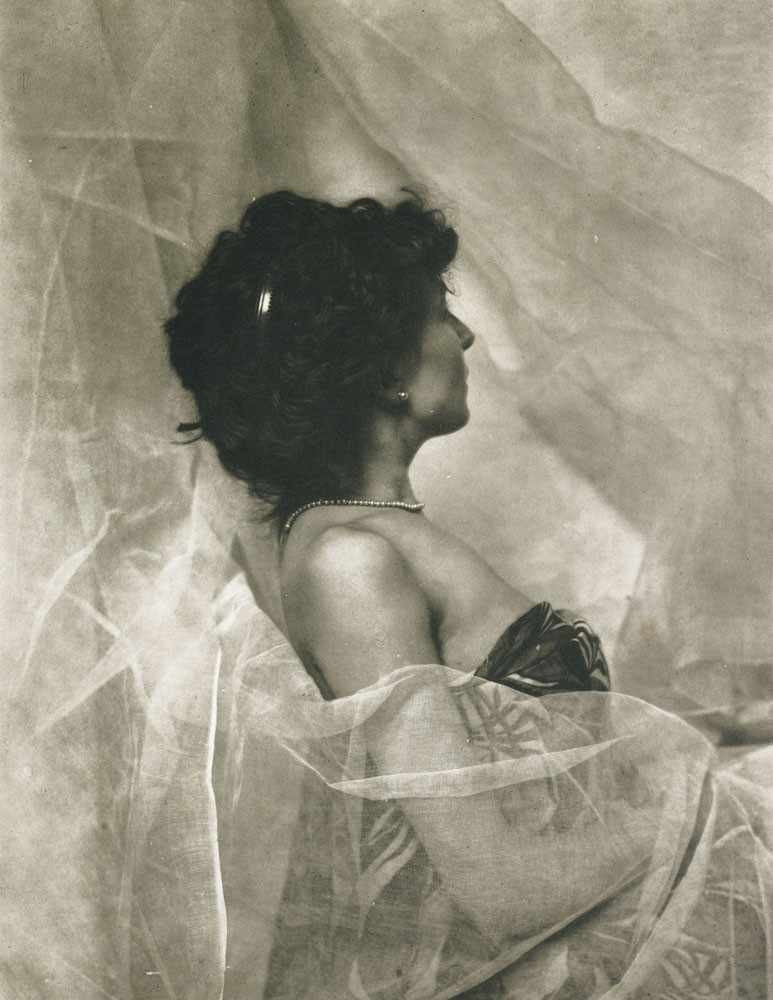
Maurice Bremard: Studie
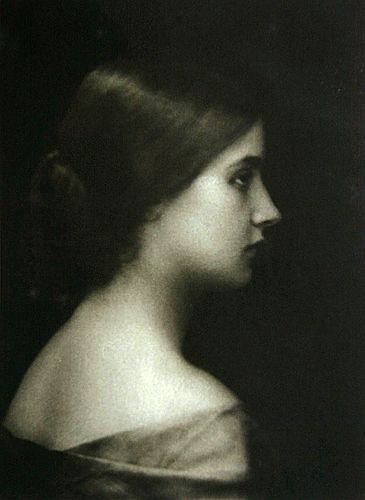
Philipp von Schoeller: Cecílie
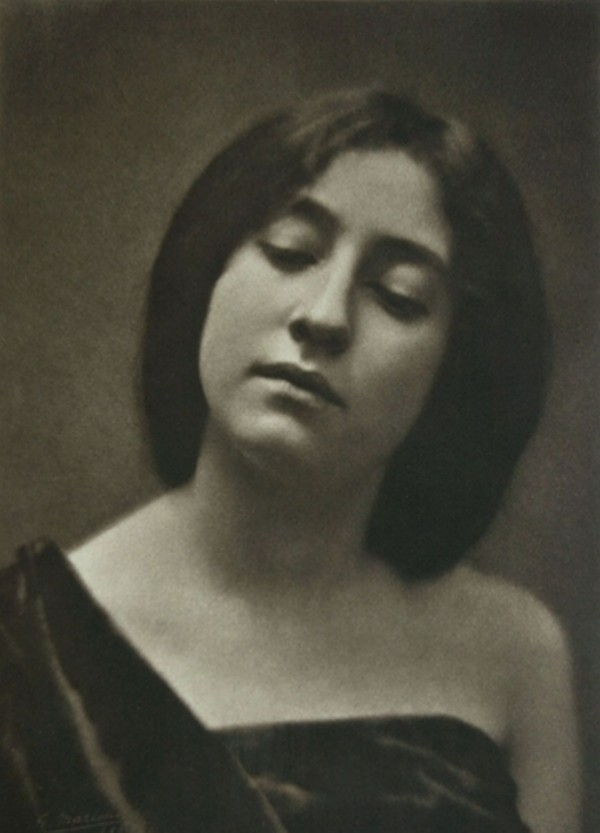
Gustave Marissiaux: Étude de Visage
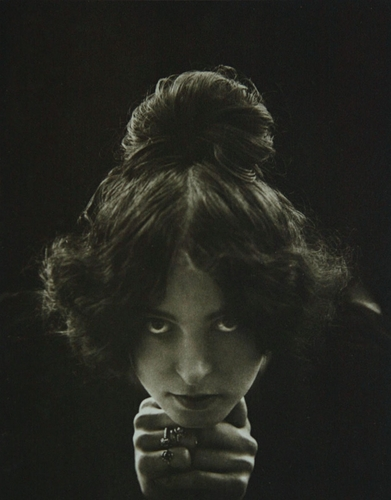
Stephanie Ludwig: Koťátko
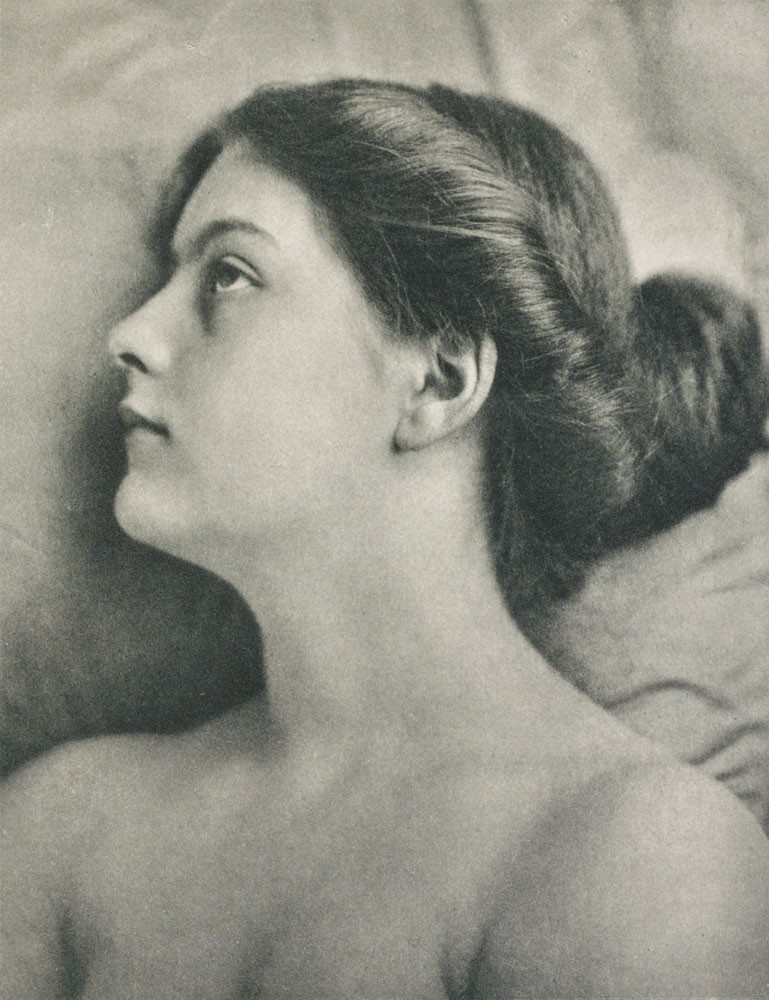
Charles Berg: Portrétní studie
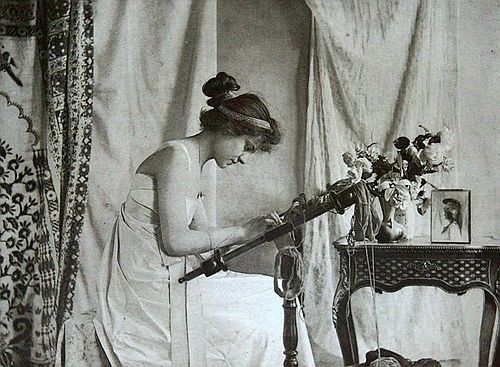
Constant Puyo: Designérka
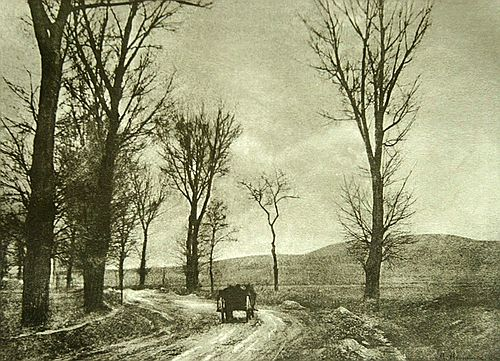
Hugo Henneberg: Krajina
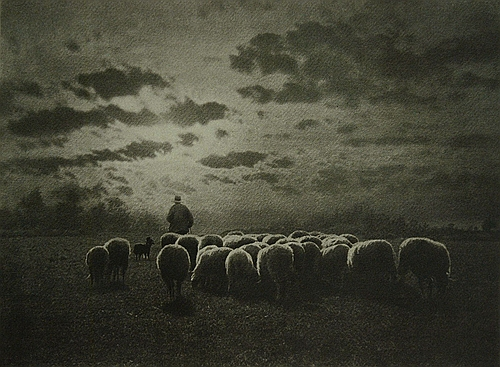
Léonard Misonne: Při západu slunce
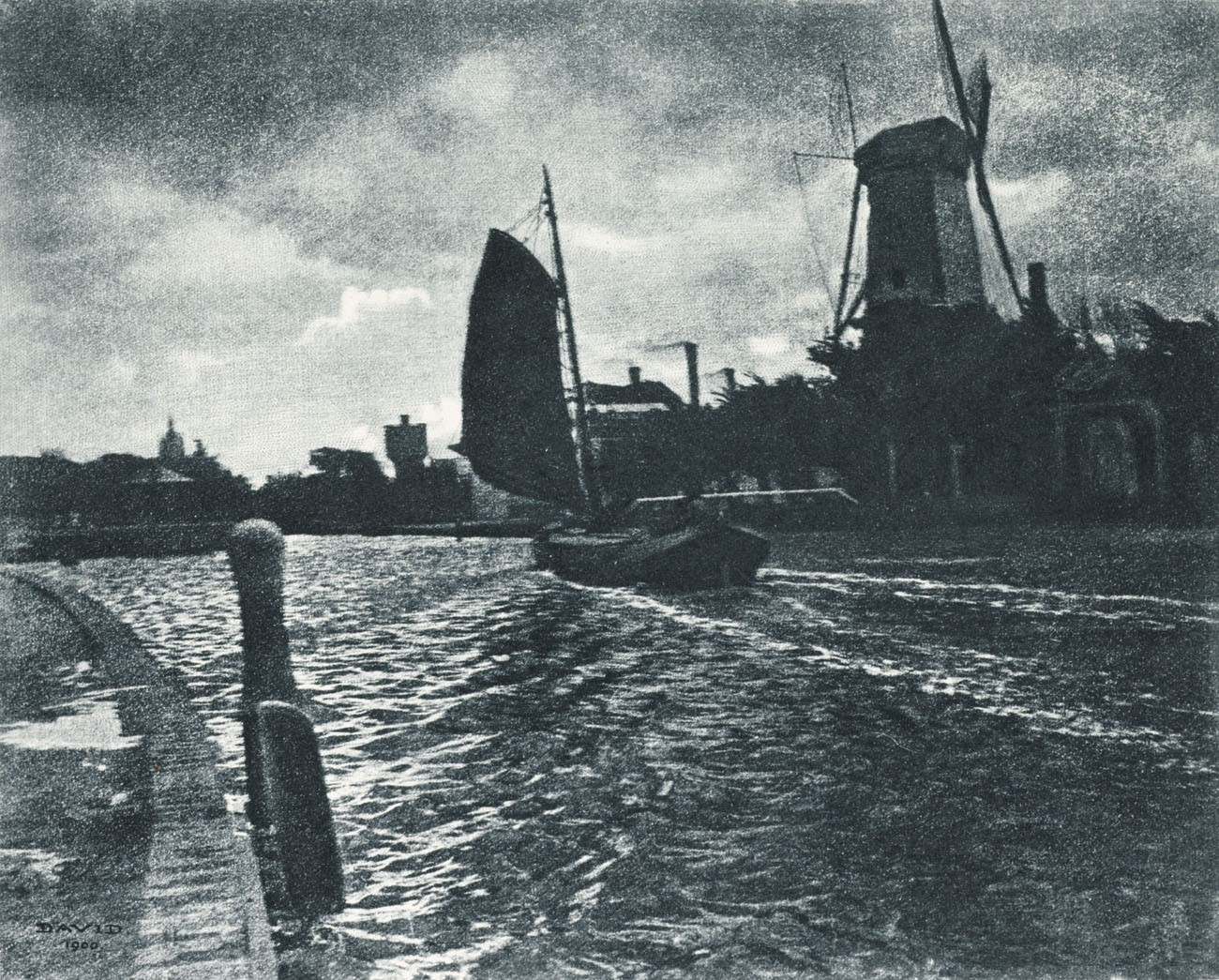
Ludwig David: Kanál u Delftu
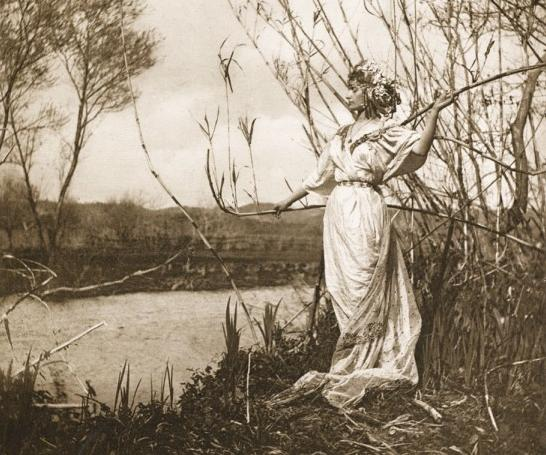
Paul Bergon: Královská dcera
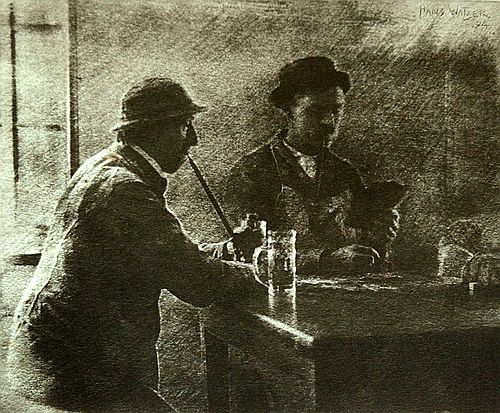
Hans Watzek: Kibicové, 1897
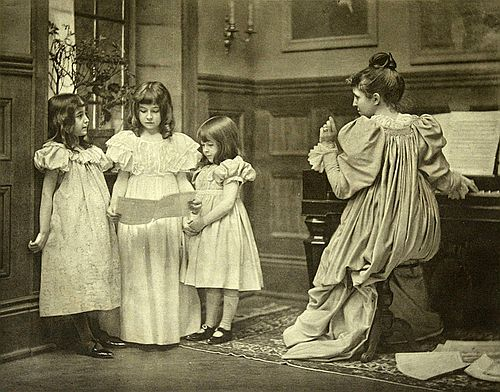
Rudolf Eickemeyer: Falešný tón, 1898
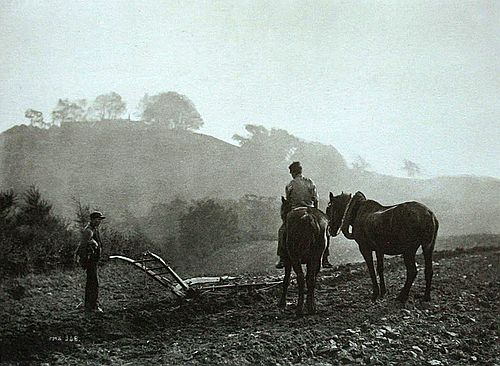
Francis Meadow Sutcliffe: Na poli
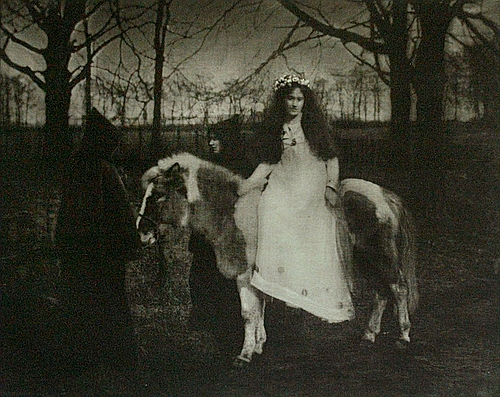
James Craig Annan: Církev nebo svět, někdy Církev a svět
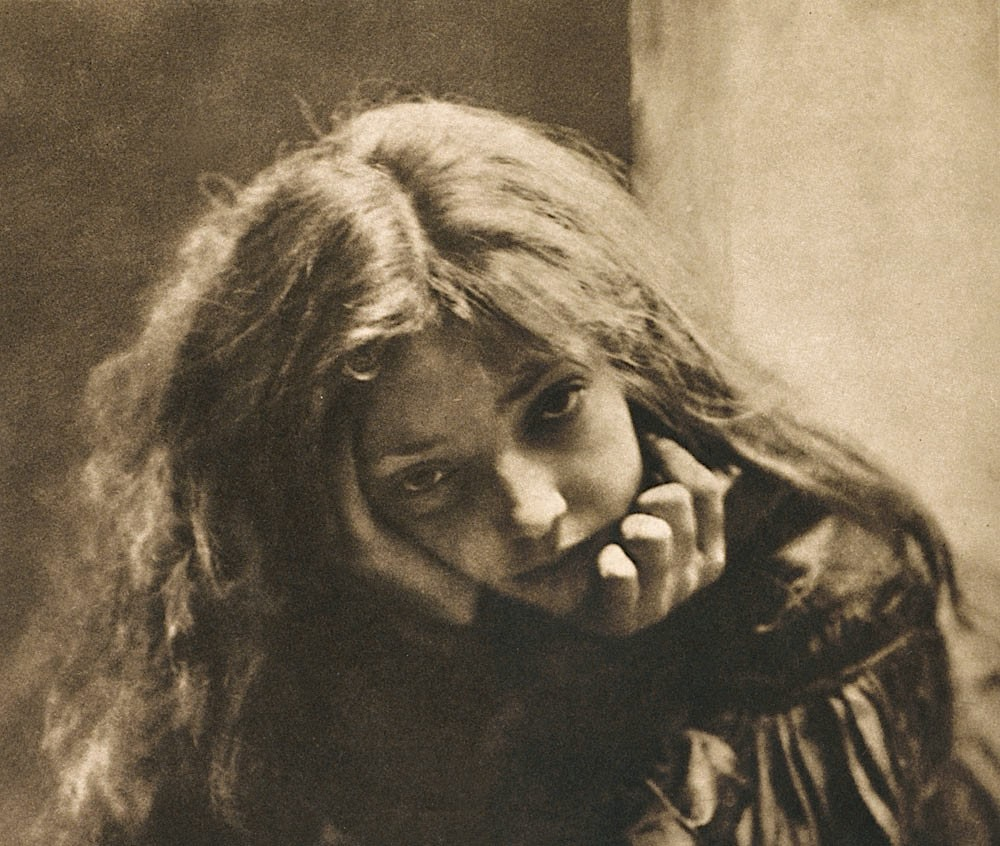
Robert Demachy: Mignon
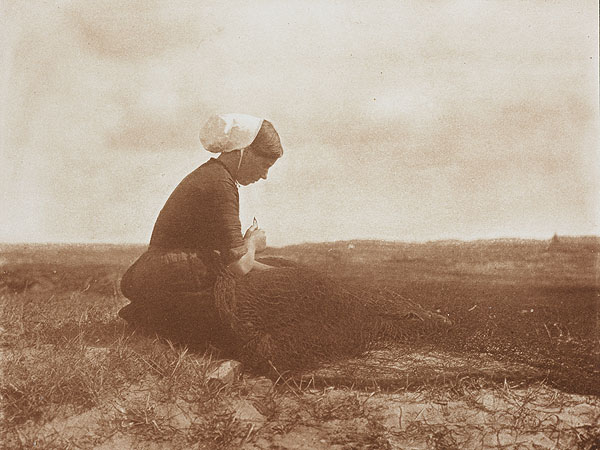
Alfred Stieglitz: Spravování sítě
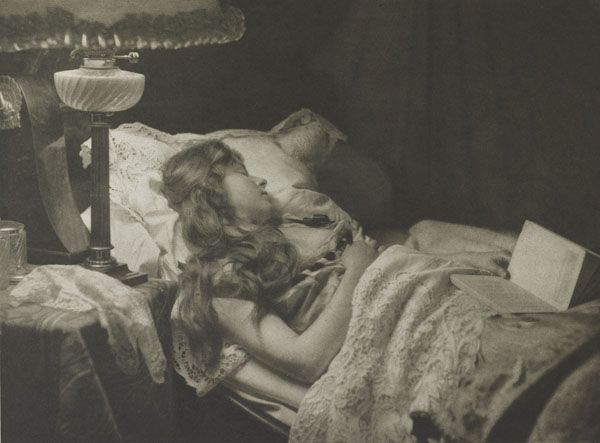
Constant Puyo: Spící, 1897
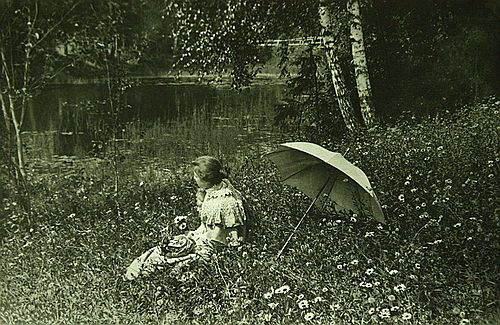
Alexis Mazourine: Léto
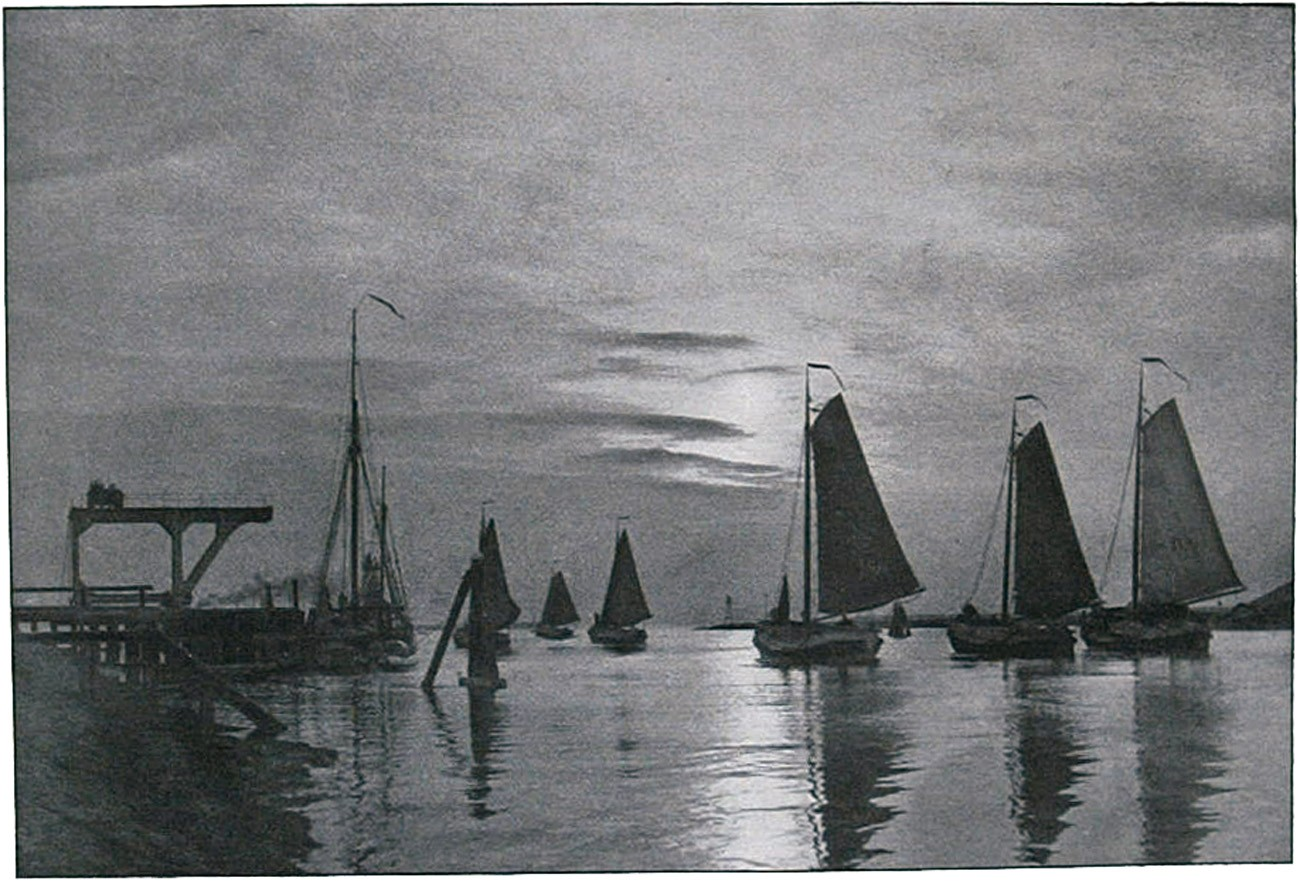
Johan Huysser, nizozemský fotograf: V rybářském přístavu
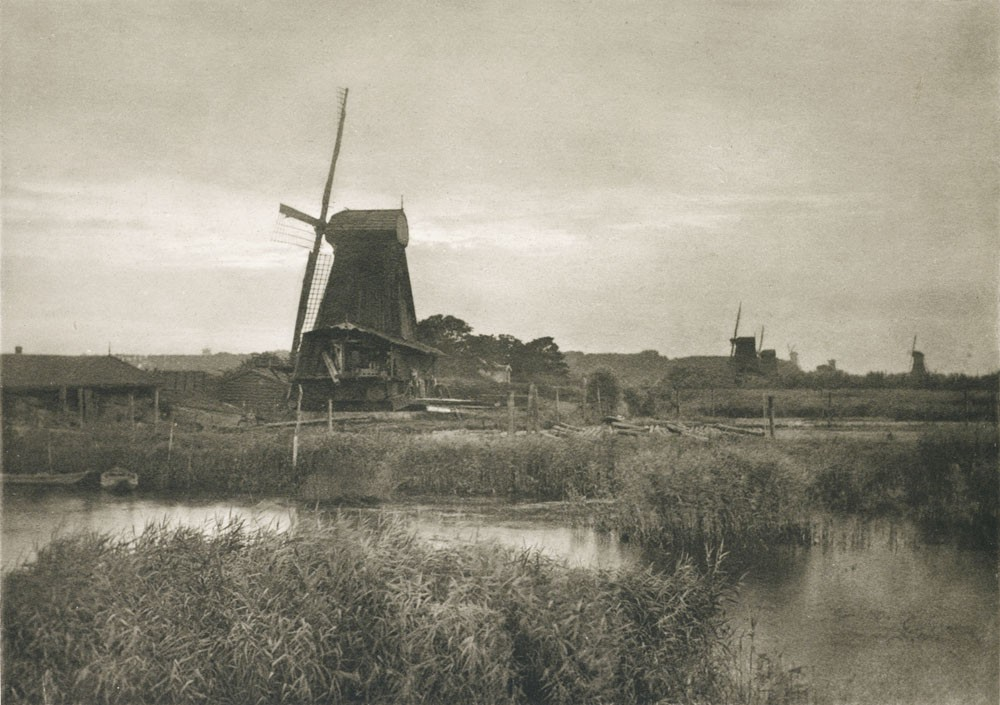
Karl Greger: Večer u Dordrechtu